# The Washington Post (Marsch)

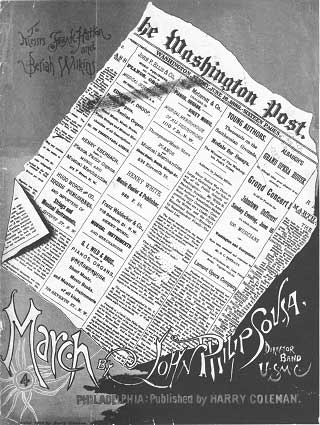
Umschlag der Partitur bei der Erstveröffentlichung 1889

The Washington Post (manchmal auch The Washington Post March) ist ein US-amerikanischer Marsch von John Philip Sousa aus dem Jahre 1889. Er stellt eines der bekanntesten Werke Sousas dar und hat auch außerhalb der Vereinigten Staaten einen hohen Bekanntheitsgrad.

## Hintergrund
Im Jahr 1889 wurde die US-amerikanische Tageszeitung The Washington Post von Frank Hatton, einem ehemaligen United States Postmaster General, und Beriah Wilkins, einem ehemaligen Repräsentanten Ohios, aufgekauft. Die „Post“ wurde 1877 gegründet; sie ist damit die älteste noch erscheinende Zeitung in Washington. 
Frank Hatton und Beriah Wilkins beauftragten John Philip Sousa, damals Kapellmeister der United States Marine Band, mit der Komposition eines Marsches, welcher an der Feier eines von der Tageszeitung gesponserten Aufsatzwettbewerbes für Kinder gespielt werden sollte. Sousa präsentierte das Resultat am 15. Juni 1889 im Rahmen des Aufsatzwettbewerbes. Unter den Zuhörern befand sich auch Benjamin Harrison, der damalige Präsident der Vereinigten Staaten. Der Marsch wurde sowohl in den Vereinigten Staaten als auch in Europa schnell bekannt und wurde von vielen Orchestern ins Repertoire aufgenommen.